# Chiến mã (phim)
Chiến mã (tiếng Anh: War Horse) là một bộ phim chiến tranh năm 2011 do đạo diễn lừng danh Steven Spielberg làm đạo diễn. Bộ phim này đã được đề cử vào giải Emmy và giải Oscar với nghệ thuật mô tả lại Thế chiến I bằng hình ảnh đầy tuyệt vời qua con mắt loài ngựa.

## Bối cảnh
Năm 1912, một chàng thanh niên người vùng Devon tên Albert Narracott (Jeremy Irvine) đã được cha là ông Ted (Peter Mullan) mua về một con ngựa sau này có tên Joey. Bất chấp sự phản đối của mẹ cậu, Rose (Emily Watson), cậu vẫn dũng cảm nuôi Joey và biến nó thành thành viên trong gia đình.
2 năm sau, Thế chiến I bùng nổ. Cha cậu vì nợ nần đã bán Joey cho quân đội để có tiền trả đất cho chủ đất là ngài Lyons (David Thewlis). Khi không thể nhập ngũ do chưa đến tuổi, cậu đã gắn cái huân chương mà cha cậu còn là lính ở Chiến tranh Boer vào Joey vào bảo nó phải nhớ về người chủ của mình. Và từ đó, cuộc phiêu lưu của Joey đã bắt đầu.